# Guldspindel
Guldspindel (Callilepis nocturna) är en spindelart som först beskrevs av Carl von Linné 1758.  Guldspindel ingår i släktet Callilepis och familjen plattbuksspindlar. Arten är reproducerande i Sverige. Inga underarter finns listade i Catalogue of Life.